# Olympische Winterspiele 2006/Teilnehmer (Rumänien)
| Gelbes Symbol für Goldmedaillen mit stilisierten Olympischen Ringen | Graues Symbol für Silbermedaillen mit stilisierten Olympischen Ringen | Braundes Symbol für Bronzemedaillen mit stilisierten Olympischen Ringen |
| ------------------------------------------------------------------- | --------------------------------------------------------------------- | ----------------------------------------------------------------------- |
| —                                                                   | —                                                                     | —                                                                       |

Rumänien nahm an den Olympischen Winterspielen 2006 im italienischen Turin mit einer Delegation von 25 Athleten teil.

## Flaggenträger
Der Eiskunstläufer Gheorghe Chiper trug die Flagge Rumäniens während der Eröffnungsfeier, bei der Schlussfeier wurde sie vom Skilangläufer Zsolt Antal getragen.

## Teilnehmer nach Sportarten

### Biathlon
- Marian Blaj
Sprint (10 km): 76. Platz
Einzel (20 km): 65. Platz
- Dana Plotogea
Sprint (7,5 km): 48. Platz
Verfolgung (10 km): 33. Platz
Einzel (15 km): 72. Platz
Staffel (4 × 6 km): 14. Platz
- Mihaela Purdea
Sprint (7,5 km): 39. Platz
Verfolgung (10 km): 49. Platz
Einzel (15 km): 41. Platz
Staffel (4 × 6 km): 10. Platz
- Alexandra Rusu
Sprint (7,5 km): 85. Platz
- Éva Tófalvi
Sprint (7,5 km): 70
Einzel (15 km): 19
Staffel (4 × 6 km): 14

### Bob
- Levente Bartha
Zweierbob: 26. Platz
- Ioan Dovalciuc
Viererbob: 22. Platz
- Adrian Duminicel
Zweierbob: 24. Platz
Viererbob: 22. Platz
- Mihai Iliescu
Zweierbob: 26. Platz
- Nicolae Istrate
Zweierbob: 24. Platz
Viererbob: 22. Platz
- Gabriel Popa
Viererbob: 22. Platz

### Eiskunstlauf
- Gheorghe Chiper
14. Platz
- Roxana Luca
26. Platz

### Eisschnelllauf
- Claudiu Grozea
5000 m: 26. Platz – 6:50,29 min; +35,61 s
- Daniela Oltean
1000 m: 35. Platz
1500 m: 35. Platz
3000 m: 26. Platz

### Rennrodeln
- Cosmin Chetroiu
Doppelsitzer: 18. Platz
- Marian Lăzărescu
Doppelsitzer: 15. Platz
- Eugen Radu
Doppelsitzer: 15. Platz
- Ionuț Țăran
Doppelsitzer: 18. Platz

### Shorttrack
- Katalin Kristo
500 m: 23. Platz
1000 m: 22. Platz
1500 m: 18. Platz

### Ski alpin
- Bianca Nărea
Riesenslalom: DNF
- Florentin Nicolae
Abfahrt: 53. Platz – 2:00,93 min
Alpine Kombination: 35. Platz – 3:31,89 min

### Skilanglauf
- Zsolt Antal
Einzel-Sprint (klassisch): 65. Platz
15 km Freistil: 61. Platz -0043:10,0 min
30 km Doppelverfolgung: 47. Platz – 1:22:29,8 h
50 km Massenstart (klassisch): 46. Platz – 2:10:06,7 h
Teamsprint (Freistil): 21. Platz
- Mihai Găliceanu
Einzel-Sprint (klassisch): 69. Platz
15 km Freistil: 72. Platz
30 km Doppelverfolgung: 63. Platz
Teamsprint (Freistil): 21. Platz
- Monika György
Einzel-Sprint (klassisch): 59
10 km Freistil: 60
30 km Massenstart (klassisch): 50
15 km Doppelverfolgung: 59